# Beijing BJ130
Der Beijing BJ130 war ein Nutzfahrzeug von Beijing Automobile Works. Das Fahrzeug wurde vom Beijing Automobilwerk Nr. 2 hergestellt und war in einer Vielzahl von Aufbauten erhältlich, darunter auch bus-ähnliche Varianten. Eine andere Modellbezeichnung für in Shanghai hergestellte Fahrzeuge lautet Shanghai 130. Zudem wurde dieses Modell von Baoding Tianma produziert.
Die Entwicklung des BJ130 begann 1966. Eine erste Kleinserienproduktion startete 1968, die Serienproduktion erst 1972. Eine andere Quelle nennt das Jahr 1973.

## Technik
Angetrieben wurde das Fahrzeug durch den 4-Zylinder-Benzinmotor mit der Bezeichnung North 492, der auch in anderen Nutzfahrzeugen dieser Zeit verwendet wurde. Mit 2,2 l Hubraum erreichte der Motor eine Leistung von 51,5 kW. Die Kraftübertragung erfolgte über ein Viergang-Schaltgetriebe. Der Verbrauch betrug 9,1 l Benzin auf 100 km.
Bei einem zulässigen Gesamtgewicht von 4,1 t konnte der BJ130 eine Nutzlast von 2,2 t aufnehmen.
Fast alle Transportaufbauten wurden blau lackiert, andernfalls grau oder schwarz. Bis Ende der 1980er Jahre (oder 1985) sollen rund 500.000 Exemplare entstanden sein.